# Паново (городской округ Шаховская)
Паново — деревня в городском округе Шаховская Московской области.

## Название
Первоначально — деревня Панова.

## География
Деревня расположена в центральной части округа, примерно в 4 км к западу от райцентра Шаховская, у истоков реки Белой, притока Рузы, высота центра над уровнем моря 234 м. Ближайшие населённые пункты — Жилые Горы на востоке и Муриково на юго-западе.
Имеются 3 улицы — Новая, Полевая и Родниковая.

## История
В 1769 году Панова — деревня Хованского стана Волоколамского уезда Московской губернии с 36 душами, владение коллежского асессора Петра Васильевича Титова. К деревне относилось 143 десятины 1990 саженей пашни, 72 десятины 844 сажени леса и 35 десятин 320 саженей сенного покоса.
В середине XIX века сельцо Паново относилось к 1-му стану Волоколамского уезда и принадлежало Титову. В сельце было 23 двора, крестьян 111 душ мужского пола и 114 душ женского.
В «Списке населённых мест» 1862 года — владельческая деревня 1-го стана Волоколамского уезда Московской губернии по левую сторону Московского тракта, шедшего от границы Зубцовского уезда на город Волоколамск, в 30 верстах от уездного города, при реке Белой, с 23 дворами и 269 жителями (122 мужчины, 147 женщин).
По данным на 1890 год входила в состав Муриковской волости, число душ мужского пола составляло 124 человека.
Постановлением президиума Моссовета от 24 марта 1924 года Муриковская волость была включена в состав Судисловской волости.
По материалам Всесоюзной переписи населения 1926 года — центр Пановского сельсовета, проживало 225 человек (100 мужчин, 125 женщин), насчитывалось 45 хозяйств (44 крестьянских), имелась школа.
С 1929 года — населённый пункт в составе Шаховского района Московской области.
1994—2006 гг. — деревня Волочановского сельского округа Шаховского района.
2006—2015 гг. — деревня сельского поселения Степаньковское Шаховского района.
2015 г. — н. в. — деревня городского округа Шаховская Московской области.

## Инфраструктура
Личное подсобное хозяйство с зоной сельскохозяйственного использования, индивидуальная застройка усадебного типа.
В 1913 году — 56 дворов.

## Транспорт
Останавливается автобус 34-го маршрута.